# Ada María Elflein

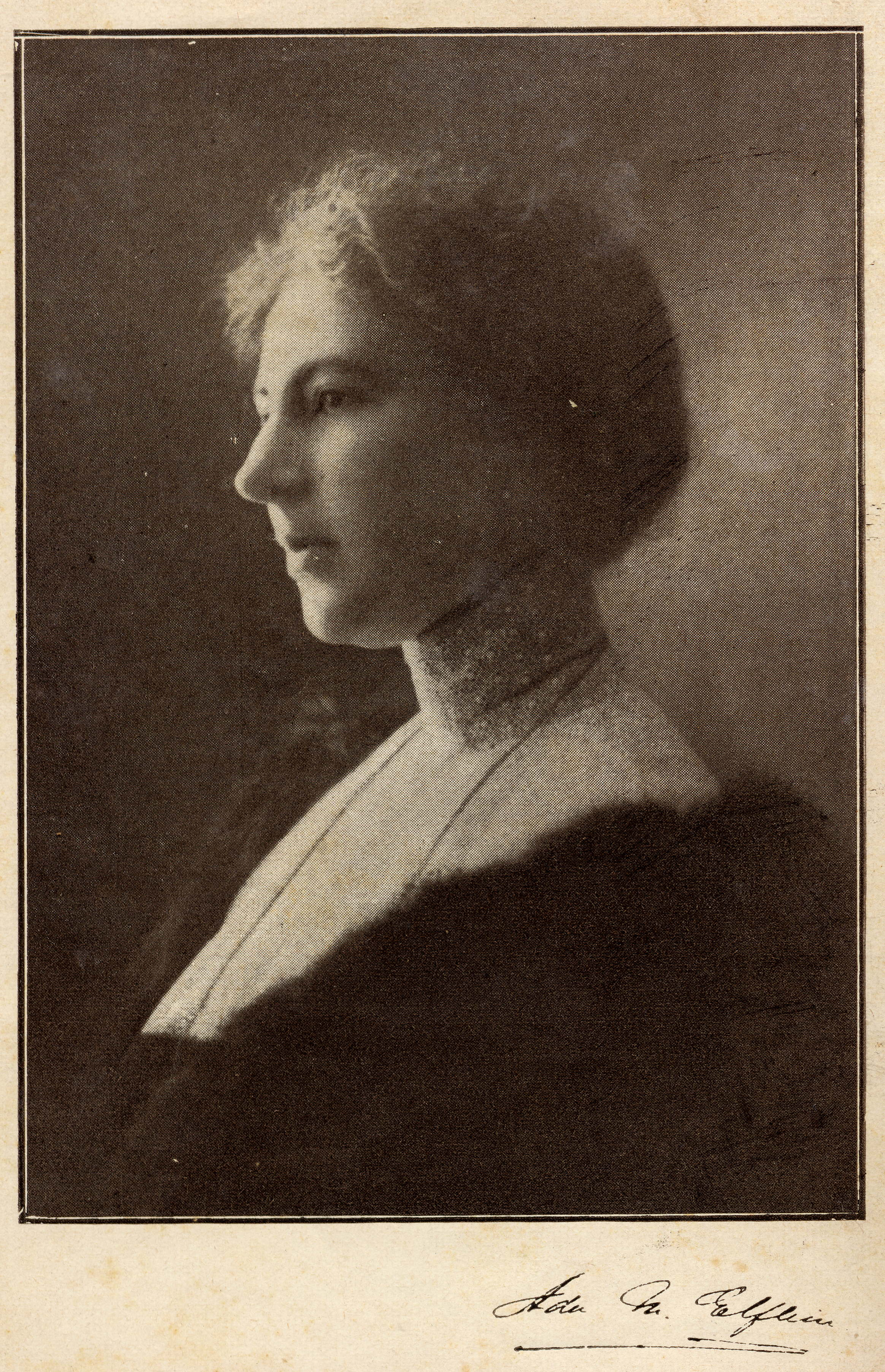
Ada Elflein

Ada María Elflein (* 22. Februar 1880 in Buenos Aires; † 24. Juli 1919, ebenda) war eine argentinische Autorin, Dichterin, Lehrerin und Feministin.
Sie schrieb Kinderliteratur und war Mitglied der Nationalakademie für Journalismus (Academia Nacional de Periodismo).

## Werke
- Leyendas argentinas, 1906.
- Del Pasado, 1910.
- Cuentos de la Argentina, 1911. Geschichten aus Argentinien, Original in Deutsch, ihrer Muttersprache
- Tierra Santa, 1912.
- Paisajes cordilleranos, 1917.
- La Partida, 1918.
- Por Campos históricos, 1926, posthum
- De Tierra adentro, 1961, posthum

## Bibliografie
- Diccionario Biográfico de Mujeres Argentinas, de Lily Sosa de Newton, Buenos Aires, Plus Ultra, 1980.
- Las Escritoras; 1840-1940, Capítulo, Biblioteca argentina fundamental, Buenos Aires, Centro Editor de América Latina, 1980.